# Frédéric Cuvier (haut fonctionnaire)
Pour les articles homonymes, voir Cuvier.
Frédéric Cuvier (1803-1893) est un haut fonctionnaire français.

## Biographie
Fils de Frédéric Cuvier, Charles Frédéric Cuvier naît le 9 octobre 1803 à Paris. 
Nommé en 1839 maître des requêtes en service extraordinaire au Conseil d'État, il devient en juin 1840 chef de la section des cultes non catholiques au ministère des Cultes. En 1849, il réintègre le Conseil d'État dans le service ordinaire. Suspendu de ses fonctions après le coup d'État du 2 décembre 1851, il signe la protestation rédigée par plusieurs conseillers d'État.
Il retrouve ses fonctions en janvier 1852, avant d'être nommé, en mai 1866, second sous-gouverneur de la Banque de France, puis premier sous-gouverneur l'année suivante. En 1870-71, il s'attache avec le gouverneur Gustave Rouland à préserver les fonds de l'institution et les joyaux de la Couronne. Il ne quitte ses fonctions qu'en 1889.
Protestant, il est élu au consistoire de l'église luthérienne de Paris en 1840, fonctions qu'il conserve jusqu'en 1880. Également délégué de cette église auprès du consistoire supérieur de Strasbourg, il prend part à la reconstruction de l'Église luthérienne de France après 1871. Il est aussi délégué au synode constituant de 1872 et membre de la commission synodale de 1872 à 1875.
Il meurt le 9 octobre 1893, jour de son 90e anniversaire, dans sa ville natale.

## Décoration
- Commandeur de la Légion d'honneur (1862)[1].